# Eccellenza 1962-1963 (rugby a 15)
L’Eccellenza 1962-63 fu il 33º campionato nazionale italiano di rugby a 15 di prima divisione.
Si tenne dal 15 ottobre 1962 al 2 giugno 1963 tra 12 squadre con la formula del girone unico.
A imporsi fu, par la sesta volta, Rovigo che, per la seconda stagione consecutiva ebbe ragione delle Fiamme Oro, classificatesi nuovamente alla piazza d'onore.
A retrocedere in categoria inferiore furono Livorno e S.S. Lazio

## Squadre partecipanti
- Amatori Milano
- L’Aquila
- CUS Roma
- Fiamme Oro (Padova)
- S.S. Lazio
- Livorno

- Milano Diavoli
- Parma
- Partenope (Napoli)
- Petrarca
- Rovigo
- Treviso (sponsorizzata Ignis)

## Risultati
|      | 1ª/12ª giornata          |      |
| ---- | ------------------------ | ---- |
| 9-6  | Fiamme Oro - Partenope   | 0-3  |
| 0-8  | Lazio - Petrarca         | 3-32 |
| 21-0 | Amatori Milano - Treviso | 5-6  |
| 9-3  | L'Aquila - CUS Roma      | 3-3  |
| 6-8  | Parma - Milano Diavoli   | 14-5 |
| 17-6 | Rovigo - Livorno         | 11-6 |

|      | 4ª/15ª giornata           |      |
| ---- | ------------------------- | ---- |
| 16-5 | Fiamme Oro - Parma        | 3-8  |
| 6-9  | Amatori Milano - Petrarca | 0-3  |
| 0-3  | Lazio - Rovigo            | 0-59 |
| 0-5  | CUS Roma - Livorno        | 6-0  |
| 16-5 | Partenope - Treviso       | 12-3 |
| 3-0  | L'Aquila - Milano Diavoli | 3-14 |

|      | 7ª/18ª giornata             |      |
| ---- | --------------------------- | ---- |
| 3-0  | CUS Roma - Rovigo           | 3-12 |
| 0-0  | Milano Diavoli - Lazio      | 3-0  |
| 15-9 | Fiamme Oro - Amatori Milano | 8-0  |
| 8-3  | L'Aquila - Treviso          | 0-0  |
| 3-3  | Parma - Petrarca            | 8-8  |
| 12-8 | Partenope - Livorno         | 6-5  |

|      | 10ª/21ª giornata                |      |
| ---- | ------------------------------- | ---- |
| 3-0  | Fiamme Oro - Livorno            | 8-6  |
| 6-0  | Petrarca - L'Aquila             | 6-9  |
| 5-8  | Milano Diavoli - Amatori Milano | 5-0  |
| 0-3  | Lazio - CUS Roma                | 3-3  |
| 19-0 | Rovigo - Treviso                | 11-0 |
| 8-8  | Parma - Partenope               | 5-9  |

|      | 2ª/13ª giornata           |      |
| ---- | ------------------------- | ---- |
| 8-6  | Petrarca - CUS Roma       | 0-13 |
| 16-3 | Amatori Milano - L'Aquila | 3-3  |
| 6-3  | Milano Diavoli - Livorno  | 15-0 |
| 11-6 | Lazio - Parma             | 6-21 |
| 6-6  | Treviso - Fiamme Oro      | 0-6  |
| 14-5 | Partenope - Rovigo        | 3-11 |

|      | 5ª/16ª giornata            |      |
| ---- | -------------------------- | ---- |
| 8-6  | Milano Diavoli - Partenope | 0-15 |
| 6-3  | L'Aquila - Fiamme Oro      | 3-6  |
| 3-16 | Treviso - Petrarca         | 0-8  |
| 5-3  | Parma - CUS Roma           | 6-14 |
| 6-0  | Rovigo - Amatori Milano    | 5-3  |
| 14-0 | Livorno - Lazio            | 0-0  |

|     | 8ª/19ª giornata           |      |
| --- | ------------------------- | ---- |
| 0-3 | Fiamme Oro - Petrarca     | 9-6  |
| 9-3 | Amatori Milano - CUS Roma | 0-8  |
| 0-0 | Lazio - Partenope         | 6-11 |
| 6-0 | Rovigo - L'Aquila         | 3-0  |
| 0-0 | Livorno - Parma           | 0-21 |
| 3-0 | Treviso - Milano Diavoli  | 19-8 |

|      | 11ª/22ª giornata          |      |
| ---- | ------------------------- | ---- |
| 8-3  | Fiamme Oro - Rovigo       | 3-6  |
| 17-3 | Amatori Milano - Lazio    | 8-9  |
| 8-8  | CUS Roma - Milano Diavoli | 3-13 |
| 3-0  | Partenope - L'Aquila      | 8-6  |
| 25-0 | Petrarca - Livorno        | 12-6 |
| 35-3 | Treviso - Parma           | 19-9 |

|       | 3ª/14ª giornata             |       |
| ----- | --------------------------- | ----- |
| 5-6   | Milano Diavoli - Fiamme Oro | 11-14 |
| 10-18 | CUS Roma - Partenope        | 9-6   |
| 14-0  | Treviso - Lazio             | 0-8   |
| 5-3   | Parma - L'Aquila            | 15-38 |
| 9-6   | Livorno - Amatori Milano    | 3-5   |
| 12-14 | Petrarca - Rovigo           | 0-8   |

|      | 6ª/17ª giornata         |      |
| ---- | ----------------------- | ---- |
| 9-3  | Petrarca - Partenope    | 0-0  |
| 6-6  | Amatori Milano - Parma  | 14-8 |
| 3-0  | Rovigo - Milano Diavoli | 14-3 |
| 11-0 | Livorno - L'Aquila      | 0-6  |
| 0-8  | Lazio - Fiamme Oro      | 3-15 |
| 3-8  | Treviso - CUS Roma      | 0-35 |

|      | 9ª/20ª giornata            |      |
| ---- | -------------------------- | ---- |
| 1-3  | Petrarca - Milano Diavoli  | 0-40 |
| 3-5  | CUS Roma - Fiamme Oro      | 0-8  |
| 8-3  | Partenope - Amatori Milano | 6-3  |
| 0-0  | L'Aquila - Lazio           | 6-0  |
| 19-6 | Livorno - Treviso          | 3-5  |
| 5-3  | Parma - Rovigo             | 3-9  |

## Classifica
|               |     | Squadra        | G  | V  | N | P  | PF  | PS  | Pt |
| ------------- | --- | -------------- | -- | -- | - | -- | --- | --- | -- |
|               | 1.  | Rovigo         | 22 | 18 | 0 | 4  | 228 | 72  | 36 |
|               | 2.  | Fiamme Oro     | 22 | 16 | 1 | 5  | 159 | 92  | 33 |
|               | 3.  | Partenope      | 22 | 14 | 3 | 5  | 173 | 113 | 31 |
|               | 4.  | Petrarca       | 22 | 13 | 3 | 6  | 185 | 134 | 29 |
|               | 5.  | CUS Roma       | 22 | 9  | 3 | 10 | 147 | 121 | 21 |
|               | 6.  | Milano Diavoli | 22 | 9  | 2 | 11 | 160 | 139 | 20 |
|               | 7.  | L’Aquila       | 22 | 8  | 4 | 10 | 109 | 114 | 20 |
|               | 8.  | Parma          | 22 | 7  | 5 | 10 | 170 | 219 | 19 |
|               | 9.  | Amatori Milano | 22 | 7  | 2 | 13 | 139 | 128 | 16 |
|               | 10. | Treviso        | 22 | 7  | 2 | 13 | 128 | 221 | 16 |
|               | 11. | Livorno        | 22 | 5  | 2 | 15 | 104 | 170 | 12 |
| Retrocessione | 12. | S.S. Lazio     | 22 | 3  | 5 | 14 | 52  | 231 | 11 |

## Verdetti
- Rovigo: campione d'Italia
- Livorno, S.S. Lazio : retrocesse in serie B